# 下西里西亞省 (德國)
下西里西亞省（德語：Provinz Niederschlesien）是1919年至1945年威瑪德國中普魯士自由邦的一個省。1938年至1941年間，它與上西里西亞重新統一，成為西里西亞省。下西里西亞的首府是布雷斯勞（今波蘭的弗羅茨瓦夫）。該省進一步分為兩個行政區（Regierungsbezirke），布雷斯勞和列格尼茨。
該省與現在主要位於波蘭的歷史上的下西里西亞地區並不完全一致。它還包括西部上盧薩蒂亞地區的幾個區，分別是格尔利茨、羅滕堡和霍耶斯韋達，這些地區在1815年之前一直屬於薩克森王國。
該省在二戰結束時被盟軍解散，隨著1945年奧得河-尼斯河線的實施，尼斯河以東地區被劃入了新成立的波蘭共和國。較小的西部被併入民主德國，現屬於薩克森州和勃蘭登堡州。